# Yekkeh Tappeh
Yekkeh Tappeh (persiska: يكه تپّه) är en ort i Iran.   Den ligger i provinsen Golestan, i den norra delen av landet, 500 km nordost om huvudstaden Teheran. Yekkeh Tappeh ligger 327 meter över havet och antalet invånare är 139.
Terrängen runt Yekkeh Tappeh är kuperad. Runt Yekkeh Tappeh är det ganska glesbefolkat, med 27 invånare per kvadratkilometer. Närmaste större samhälle är Tāzeh Yāb, 19,6 km sydost om Yekkeh Tappeh. Omgivningarna runt Yekkeh Tappeh är i huvudsak ett öppet busklandskap.